# Papillidiopsis malesiana
Papillidiopsis malesiana là một loài rêu trong họ Sematophyllaceae. Loài này được W.R. Buck & B.C. Tan mô tả khoa học đầu tiên năm 1989.